# Jiří Říhovský
Jiří Říhovský (20. července 1924 Valašské Meziříčí – 23. dubna 2014 Brno) byl český archeolog, jehož specializací byla doba bronzová.
Zabýval se pravěkem střední Evropy se specializací na dobu bronzovou a její studium. Prováděl řadu záchranných a systematických výzkumů (pohřebiště středodunajských popelnicových polí v Klentnici, Oblekovicích a Podolí, sídliště ze stejného období v Blučině a Lovčičkách, halštatská mohyla v Morašicích). V letech 1956 až 1985 byl redaktorem časopisu Přehled výzkumů.

## Studium a zaměstnání
- 1945–1949: studium dějepisu a zeměpisu na Filozofické fakultě Masarykovy univerzity v Brně, kde navštěvoval přednášky Emanuela Šimka
- 1949: vypracování disertační práce a obdržení vědecké hodnosti CSc.
- 1949–1950: práce učitele v Bolaticích
- 1950–1990: archeolog v Státním archeologickém ústavu (Archeologický ústav AV ČR) v Brně
- 1952: získání titulu PhDr. na Filozofické fakultě Univerzity Palackého v Olomouci u Jaroslava Böhma[5]
- 1954–1963: vedoucí technického oddělení
- 1963–1985: vedoucí pravěkého oddělení

## Publikace
- K datování anténového meče s jazykovitou rukojetí, Památky archeologické, str. 262-286 (1956)
- Problém expanze lidu s lužickou kulturou do středního Podunají, Archeologické rozhledy (1958)
- Žárový hrob z Velatic I a jeho postavení ve vývoji velatické kultury, Památky archeologické, str. 67-118 (1958)
- K poznání starší fáze kultury středodunajských popelnicových polí – velatické kultury, Sborník Československé společnosti archeologické, str. 61-115 (1963)
- Das Urnengräberfeld von Klentnice (1965)
- Počátky mladší (podolské) fáze středodunajského okruhu kultury popelnicových polí, Památky archeologické (1966)
- Das Urnengräberfeld in Oblekovice (1968)
- Die Messer in Mähren und dem Ostalpengebiet, Prähistorische Bronzefunde (1972)
- Význam moravských bronzových nožů pro chronologii mladší a pozdní doby bronzové, Studie AÚ ČSAV v Brně (1972)
- Die Nadeln in Mähren und im Ostalpengebiet (von der mittleren Bronze- bis zur älteren Eisenzeit), Prähistorische Bronzefunde (1979)
- Základy středodunajských popelnicových polí na Moravě (1982)
- Das Urnengräberfeld von Podolí (1982)
- Hospodářský a společenský život velatické osady v Lovčičkách, Památky archeologické str. 5-56 (1982)
- Die Nadeln in Westungaren I, Prähistorische Bronzefunde (1983)
- Die Sicheln in Mähren. Prähistorische Bronzefunde (1989)
- Die Äxte, Beile, Meißel und Hämmer in Mähren. Prähistorische Bronzefunde (1992)
- Die Fibeln in Mähren. Prähistorische Bronzefunde (1993)
- Die Lanzen-, Speer- und Pfeilspitzen in Mähren, Prähistorische Bronzefunde (1996)
- Die bronzezeitlichen Vollgriftschwerte in Mähren, Pravěk (2000)